# Skolezit
Skolezit, veraltet auch als Kalkmesotyp bekannt, ist ein eher selten vorkommendes Mineral aus der Mineralklasse der „Silikate und Germanate“ mit der Zusammensetzung Ca[Al2Si3O10]·3H2O und ist damit ein Calcium-Aluminium-Silikat. Aufgrund seiner Kristallstruktur zählt Skolezit zu den Gerüstsilikaten und dort zur Gruppe der Faserzeolithe.
Skolezit kristallisiert im monoklinen Kristallsystem und entwickelt überwiegend lange, prismatische bis nadelige Kristalle in radialstrahligen Mineral-Aggregaten. Auch faserige, kugelige und massige Aggregate sowie Kontakt- und Durchdringungszwillinge sind bekannt. Die Kristalle sind durchsichtig bis durchscheinend und unverletzte Kristallflächen weisen einen glasähnlichen Glanz auf. Feinnadelige Aggregate zeigen dagegen eher einen seidigen Schimmer.
Zusammen mit Natrolith (Na2[Al2Si3O10]·2H2O) bildet Skolezit eine lückenlose Mischkristallreihe, welche durch den Austausch von Natrium anstelle von Calcium und Abgabe von einem Teil Kristallwasser charakterisiert ist. Mesolith ist das intermediärere Zwischenglied.

## Etymologie und Geschichte

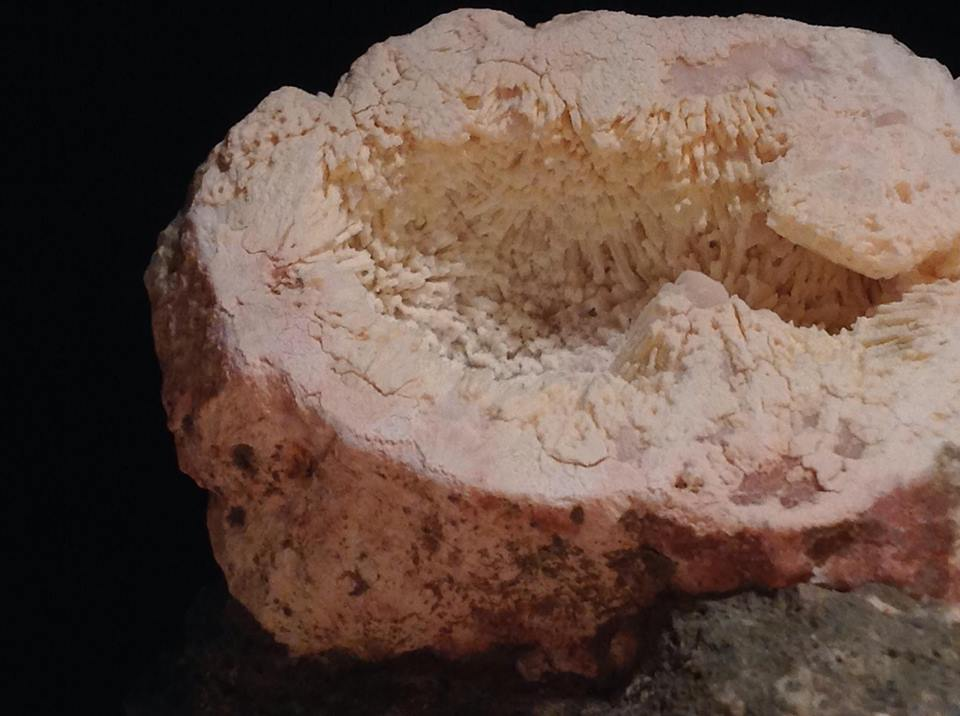
„Skolezitwürmer“ als Reaktion des Minerals auf die Blasrohrflamme

Der Name des Minerals bezieht sich auf das wurmartige Krümmen von Skolezit beim Erhitzen vor dem Lötrohr (griech. skolex, Wurm).
Skolezit wurde erstmals im Jahre 1813 von den deutschen Gelehrten Adolph Ferdinand Gehlen und Johann Nepomuk Fuchs beschrieben. Ob das von ihnen untersuchte Material, wie später vermutet, tatsächlich aus dem Berufjörðurgebiet in Island stammt (welches gemeinhin als Typlokalität angesehen wird), ist allerdings nicht verbürgt.
Der ursprünglich von René-Just Haüy 1801 geprägte Begriff Mesotyp (von griechisch μέσος für mittig und τύπος für Gestalt) wurde bis ins 20. Jahrhundert für die heute als Natrolithgruppe bekannten und zusammengefassten Minerale Natrolith (Natronmesotyp), Mesolith und Skolezit (Kalkmesotyp) verwendet.

## Klassifikation
Vereits in der alten, 8. Auflage der Mineralsystematik nach Strunz gehörte der Skolezit zur Mineralklasse der „Silikate und Germanate“ und dort zur Abteilung der „Gerüstsilikate (Tektosilikate)“, wo er zusammen mit Edingtonit, Gonnardit, Mesolith, Mountainit, Natrolith und Thomsonit die „Natrolith-Gruppe“ mit der System-Nr. VIII/F.10 innerhalb der Zeolith-Familie bildete.
Im Lapis-Mineralienverzeichnis nach Stefan Weiß, das sich aus Rücksicht auf private Sammler und institutionelle Sammlungen noch nach dieser alten Form der Systematik von Karl Hugo Strunz richtet, erhielt das Mineral die System- und Mineral-Nr. VIII/J.21-60. In der „Lapis-Systematik“ entspricht dies ebenfalls der Abteilung „Gerüstsilikate“, wobei in den Gruppen J.21 bis J.27 die Minerale der Zeolithgruppe einsortiert sind. Skolezit bildet hier zusammen mit Gonnardit, Mesolith, Natrolith, Paranatrolith, Thomsonit-Ca und Thomsonit-Sr die erste Gruppe der „Faserzeolithe“ (Stand 2018).
Die seit 2001 gültige und von der International Mineralogical Association (IMA) bis 2009 aktualisierte 9. Auflage der Strunz’schen Mineralsystematik ordnet den Skolezit dagegen in die bereits feiner unterteilte Abteilung der „Gerüstsilikate (Tektosilikate) mit zeolithischem H2O; Familie der Zeolithe“ ein. Diese ist zudem weiter unterteilt nach der Kristallstruktur, so dass das Mineral entsprechend seinem Aufbau in der Unterabteilung „Zeolithe mit Ketten aus Vierer-Ringen, verbunden über ein fünftes Si“ zu finden ist, wo es zusammen mit Gonnardit, Mesolith, Natrolith und Paranatrolith ebenfalls die „Natrolithgruppe“ mit der System-Nr. 9.GA.05 bildet.
Auch die vorwiegend im englischen Sprachraum gebräuchliche Systematik der Minerale nach Dana ordnet den Skolezit in die Klasse der „Silikate und Germanate“ und dort in die Abteilung der „Gerüstsilikate: Zeolith-Gruppe“ ein. Hier ist er zusammen mit Cowlesit, Edingtonit, Gonnardit, Mesolith, Nabesit, Natrolith, Paranatrolith, Tetranatrolith, Thomsonit-(Ca) und Thomsonit-(Sr) in der Gruppe „Natrolith und verwandte Arten“ mit der System-Nr. 77.01.05 innerhalb der Unterabteilung der „Echten Zeolithe“ zu finden.

## Kristallstruktur

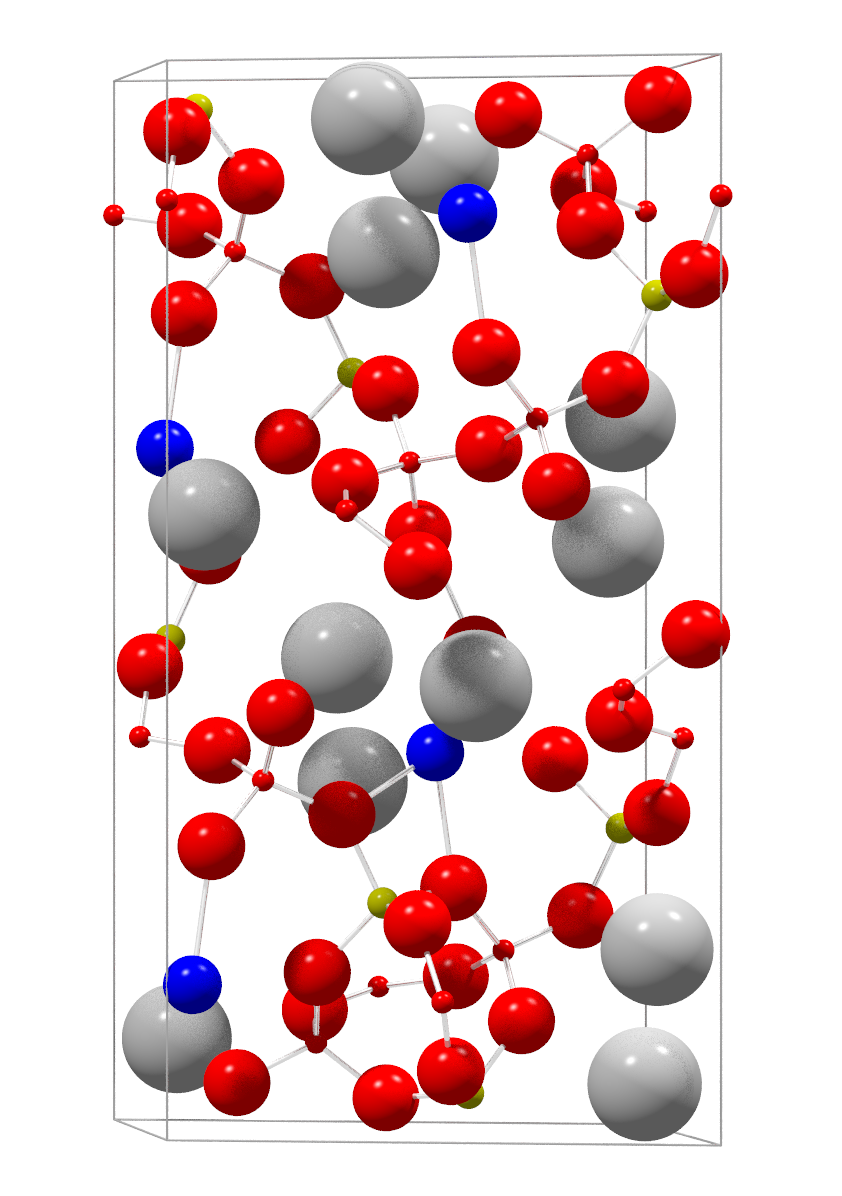
Kristallstruktur von Skolezit, Blickrichtung entlang a,
1. 0000FF Ca^{2+}
2. 888800 Al^{3+}
3. EE0000 klein Si^{4+} groß O^{2−}
4. C0C0C0 H_{2}O

Skolezit kristallisiert monoklin in der Raumgruppe Cc (Raumgruppen-Nr. 9) mit den Gitterparametern a = 18,51 Å; b = 18,97 Å; c = 6,53 Å und β = 90,6° sowie 8 Formeleinheiten pro Elementarzelle.
Die Kristallstruktur von Skolezit entspricht der von Natrolith (auch Natrolithstruktur) und besteht aus geknickten Viererringen der Zusammensetzung Al2Si2O10, die in Faserrichtung durch weitere Tetraeder kettenartig verknüpft sind. Jede dieser Ketten ist kreuzförmig mit vier weiteren Ketten verbunden. Zusammen bilden sie ein Gerüst mit einem durchgängigen, dreidimensionalen Kanalsystem, in die austauschbar H2O, Na+, K+, Ca2+ und andere Ionen eingelagert werden können.

## Eigenschaften
Skolezit ist pyroelektrisch und piezoelektrisch, baut also bei intervallartig erfolgenden Temperaturänderungen und Verformungen eine elektrische Ladung auf. Unter UV-Licht zeigen manche Skolezite eine gelbe bis braune Fluoreszenz.

## Bildung und Fundorte

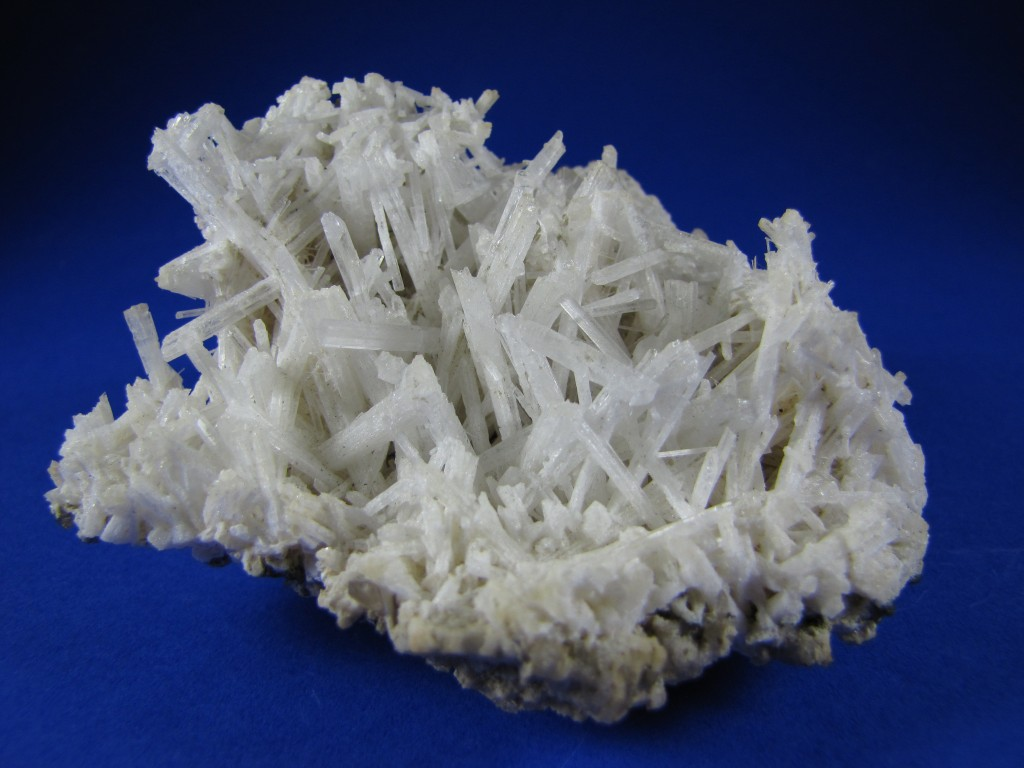
Skolezitstufe vom Sattelkar, Gosskopf, Obersulzbachtal, Hohe Tauern, Österreich (Größe: 9 cm × 6 cm × 9 cm)

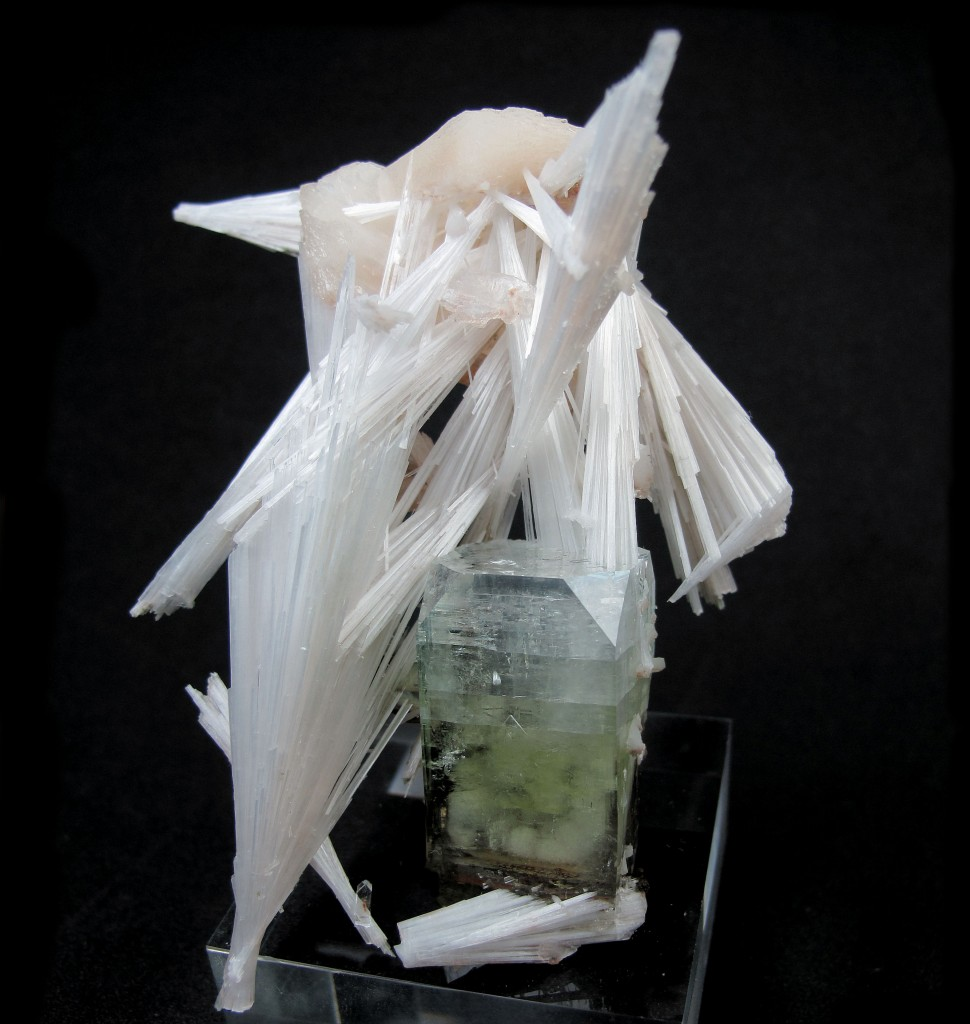
Skolezit (weiß), Apophyllit (hellgrün) und Stilbit (hellrosa) aus Ahmednagar, Maharashtra, Indien. Im Apophyllitkristall sind weitere Skolezitkristalle mit kugeligem Habitus eingeschlossen
(Gesamtgröße: 90 mm × 84 mm. Apophyllitkristall 36 mm × 20 mm)

Wie die verwandten Minerale Mesolith und Natrolith ist Skolezit ein Zersetzungsprodukt von Basalt und kommt gemeinsam mit anderen Zeolithen und Apophyllit als hydrothermale Bildung in Drusen vor. Auch in einigen magmatischen und metamorphen Gesteinen tritt Skolezit als Kluftmineral auf. Skolezit entsteht während der niedriggradigen Metamorphose in der Zeolithfazies. Als Begleitminerale treten neben dem bereits genannten Apophyllit und anderen Zeolithen unter anderem noch Calcit, Prehnit und Stilbit auf.
Als eher seltene Mineralbildung kann Skolezit an verschiedenen Fundorten zum Teil zwar reichlich vorhanden sein, insgesamt ist er aber wenig verbreitet. Als bekannt gelten bisher (Stand: 2012) rund 300 Fundorte.
Bekannt aufgrund außergewöhnlicher Skolezitfunde ist unter anderem Nashik, aber auch andere Orte im indischen Bundesstaat Maharashtra, wo bis zu 20 cm große Kristalle gefunden wurden. In den 1960er Jahren wurde aufgrund eines Tunnelbaus, der auch als „Das-Antas-Tunnel“ bekannt ist, nahe Veranópolis im brasilianischen Bundesstaat Rio Grande do Sul ein großes Zeolithvorkommen entdeckt. Neben 20 cm großen Apophylliten und 25 cm großen Natrolithen traten dort auch bis zu 20 cm lange und 1 cm dicke Skolezite zutage.
In Deutschland sind bisher nur einzelne Fundpunkte bekannt, so unter anderem der Steinbruch bei Höwenegg (Baden-Württemberg), der Zeilberg (Bayern), Roßdorf und Ortenberg (Hessen), Sankt Andreasberg (Niedersachsen), Remblinghausen (Nordrhein-Westfalen), Arensberg und Lautzenbrücken (Rheinland-Pfalz), Bärenstein (Sachsen) und im Basaltsteinbruch „Pflasterkaute“ bei Eisenach (Thüringen).
In Österreich trat das Mineral vor allem in Kärnten und Salzburg im Gebiet der Hohen Tauern auf, aber auch in der Steiermark und in Tirol wurden Skolezite gefunden.
In der Schweiz fand sich Skolezit unter anderem am Aargrat im Kanton Bern, an mehreren Orten in den Kantonen Graubünden und Wallis sowie an einigen Stellen in den Kantonen Tessin und Uri.
Weitere Fundorte liegen unter anderem in der Antarktis, in Argentinien, Australien, Brasilien, Bulgarien, Chile, China, Costa Rica, Dänemark, Eritrea, Frankreich, Island, Israel, Italien, Japan, Kanada, Madagaskar, Namibia, Neuseeland, Nicaragua, Norwegen, Polen, Réunion, Rumänien, Russland, Schweden, Slowakei, Spanien, Südafrika, Taiwan, Tansania, Tschechien, der Ukraine, in Ungarn, im Vereinigten Königreich (Großbritannien) und den Vereinigten Staaten von Amerika (USA).

## Verwendung
Skolezit wird nur selten und vor allem für Sammler als Schmuckstein in facettierter oder mugeliger Schliffform angeboten.